# Рекиш, Сергей Григорьевич
Сергей Григорьевич Рекиш (род. 22 ноября 1965, Оленегорск, Мурманская область) — российский военачальник, вице-адмирал (2019). Начальник штаба — первый заместитель командующего Тихоокеанским флотом с 2018 года.

## Образование
- Каспийское высшее военное-морское училище им. С. М. Кирова, штурманский факультет (1988)[1][2].
- Военно-морская академия им. Н. Г. Кузнецова (2000)[1][2].
- Военная академия Генерального штаба Вооружённых сил РФ (2011)[1][2].

## Биография
С 1988 по 1989 год — командир вычислительной группы РТС 2-го экипажа ПКР «К-417».
С 1989 по 1990 год — инженер электронавигационной группы БЧ-1.
С 1990 по 1995 год — командир штурманской боевой части на «К-500», «К-477» и на «К-512».
С января по декабрь 1995 года — старший помощник командира по боевому управлению ПКР «К-512».
С декабря 1995 по сентябрь 1998 года — старший помощник командира «К-500» Тихоокеанского флота ВМФ Российской Федерации.
С июня 2000 по февраль 2002 года — командир 2-го экипажа атомного подводного крейсера «К-490» пр. 667БДР 25-й дивизии подводных лодок Тихоокеанского флота ВМФ.
С февраля 2002 по январь 2003 года — командир атомного подводного крейсера «К-490» пр. 667БДР 25-й дивизии подводных лодок Тихоокеанского флота .
С января 2003 по ноябрь 2006 года — начальник штаба — заместитель командира 25-й дивизии подводных лодок 16-й эскадры подводных лодок Тихоокеанского флота.
С ноября 2006 по сентябрь 2009 года — командир 25-й дивизии подводных лодок 16-й эскадры подводных лодок Тихоокеанского флота.
Указом Президента РФ от 23.02.2008 присвоено воинское звание «контр-адмирал»..
С июня 2011 по апрель 2012 года — начальник организационно-мобилизационного управления — заместитель начальника штаба Тихоокеанского флота ВМФ РФ по организационно-мобилизационной работе.
С апреля 2012 по июль 2013 — заместитель командующего подводными силами Северного флота.
С июля 2013 по июнь 2016 года — начальник штаба — первый заместитель командующего подводными силами Тихоокеанского флота.
С июня 2016 по декабрь 2017 года — командующий подводными силами Тихоокеанского флота.
С 22 ноября 2017 по август 2018 — командующий подводными силами Северного флота.
С 16 августа 2018 года — начальник штаба — первый заместитель командующего Тихоокеанского флота.
Указом Президента Российской Федерации от 11.06.2019 № 258 присвоено воинское звание вице-адмирал.

## Награды
- Орден «За военные заслуги»[10][2][11];
- Медаль «За отличие в воинской службе» 2-й степени;
- Медаль «За воинскую доблесть» 1-й и 2-й степеней;
- Медаль «За укрепление боевого содружества»;
- Медаль «За отличие в военной службе» 1-й, 2-й и 3-й степеней;
- Медаль «Адмирал флота Советского Союза Н. Г. Кузнецов»;
- Медаль «За службу в подводных силах»;
- Медаль Участнику манёвров войск (сил) Восток — 2018;
- Медаль «200 лет МВД России»;
- Медаль «100 лет подводным силам России».